# Francesca Izzo
Francesca Izzo (Formicola, 10 luglio 1948) è una politologa e politica italiana.

## Biografia
Laureata a Firenze, è docente universitaria e ricercatrice di scienze orientali; ha insegnato a lungo Storia delle dottrine politiche all'università Orientale di Napoli.
Francesca Izzo è stata eletta alla Camera dei deputati nel 1996 nelle file del Partito Democratico della Sinistra nel proporzionale nella Circoscrizione Emilia-Romagna. Nel PDS, dopo il congresso del 1997, è stata portavoce delle donne nel Comitato politico nazionale del partito sotto la segreteria di Massimo D'Alema. Dal 1998 ha fatto parte dei Democratici di Sinistra. Termina il proprio incarico parlamentare nel 2001.
Tra le sue varie esperienze di impegno culturale e politico, è stata membro del comitato scientifico e del comitato dei garanti della Fondazione Gramsci. Da sempre femminista, è fra le fondatrici del movimento "Se non ora, quando?" e membro dell'associazione di donne "DiNuovo".
Ha abbandonato il PD nell'agosto 2018 in polemica sul tema della surrogazione di gravidanza.